# Penya Roya
La Penya Roya ('Penya Roja') és una muntanya de 2.578 metres que es troba a la província d'Osca (Aragó). Forma part de la sierra de Tendeñera.